# Masakazu Yoshioka
Masakazu Yoshioka (jap. 吉岡 雅和, Yoshioka Masakazu; * 9. März 1995 in der Präfektur Nagasaki) ist ein japanischer Fußballspieler.

## Karriere
Masakazu Yoshioka erlernte das Fußballspielen in der Jugendmannschaft des FC Unzen 2003, der Schulmannschaft der Nagasaki Institute of Applied Science High School sowie der Universitätsmannschaft der Komazawa-Universität. Seinen ersten Profivertrag unterschrieb er 2017 bei V-Varen Nagasaki. Der Verein aus Nagasaki, einer Stadt in der Präfektur Nagasaki, spielte in der zweithöchsten Liga des Landes, der J2 League. Mit dem Verein wurde er Ende 2017 Vizemeister der zweiten Liga und stieg in die erste Liga auf. Von Juni 2018 bis Januar 2019 wurde er an den Drittligisten Kataller Toyama nach Toyama ausgeliehen. Für Toyama bestritt er drei Drittligaspiele. Nach Ende der Ausleihe kehrte er zu V-Varen zurück. Der Verein stieg nach einer Saison in der ersten Liga Ende 2018 wieder in die zweite Liga ab. Im Januar 2021 unterschrieb er einen Vertrag beim Erstligisten Avispa Fukuoka. Für den Verein stand er neunmal in der ersten Liga auf dem Spielfeld. Im Januar 2022 unterschrieb er in Yamaguchi einen Vertrag beim Zweitligisten Renofa Yamaguchi FC. Nach drei Spielzeiten wechselte er im Januar 2025 zum ebenfalls in der zweiten Liga spielenden Blaublitz Akita.

## Erfolge
V-Varen Nagasaki
- Japanischer Zweitligavizemeister: 2017  ▲